# Culture de Namazga

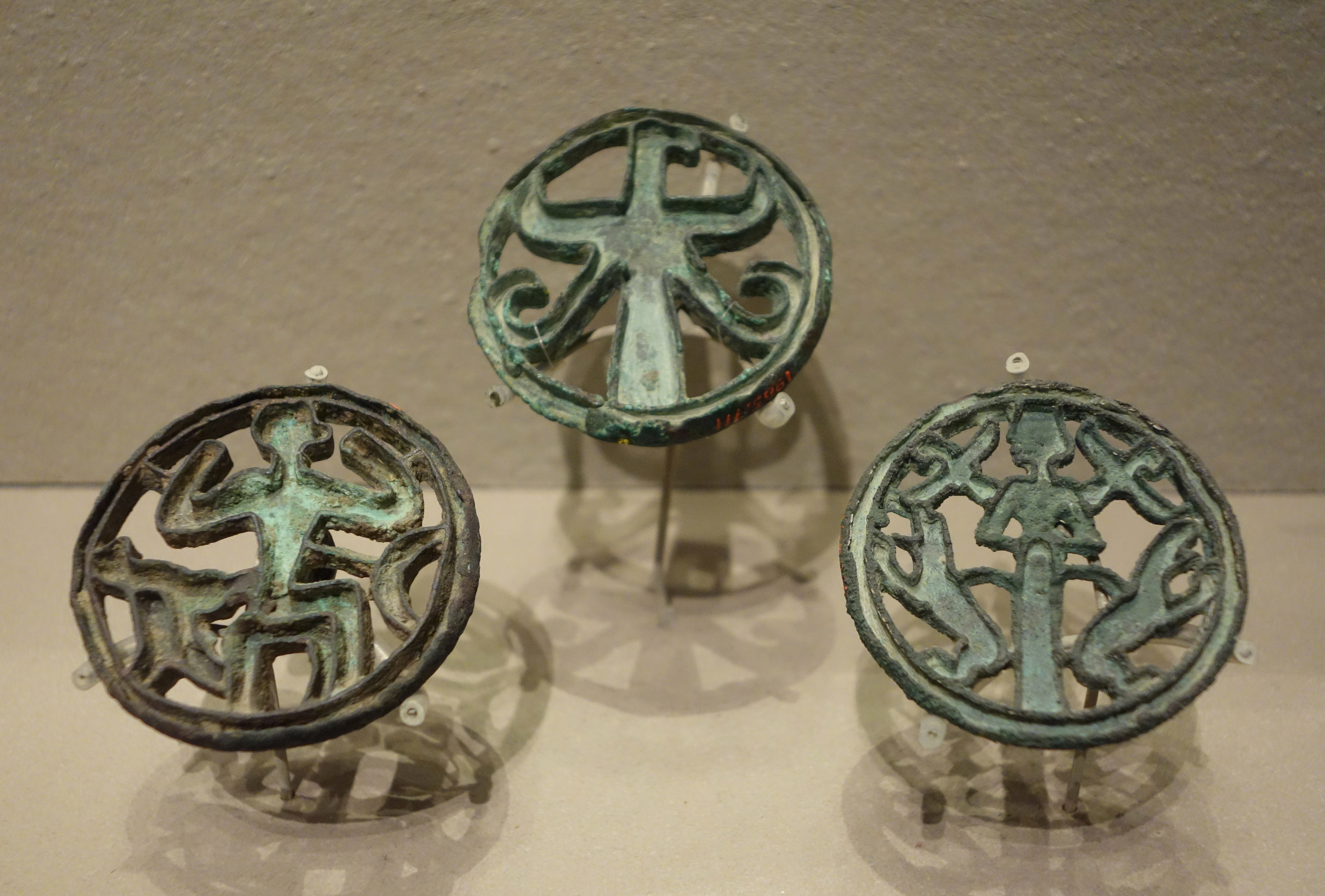
Sceaux compartimentés représentant un aigle, un singe et une déesse. Provenance : Turkménistan ou nord-est de l'Iran ; début de l'âge du bronze, vers 2200-1800 av. J.-C., bronze - Museum of Fine Arts, Boston.

La culture de Namazga est une culture qui se développe dans la région des monts Kopet-Dag, au Turkménistan actuel, à compter de la fin du Néolithique et durant l'âge du Bronze, d'environ 4500 à 1100 av. J.-C. Elle doit son nom au site à partir duquel sa chronologie a été déterminée, Namazga-depe.

## Chronologie
La culture Namazga a été précédée dans la région par la culture Djeitun. Il semblerait que ce n'est pas la seule dans ce cas par ailleurs, la culture Anau du Turkménistan étant considérablement antérieure à la culture Namazga dans la région. Période Namazga I (vers 4000-3500 av. J.-C.), est considéré comme contemporain de la période Anau IB2.
Namazga III (vers 3200-2800) en tant qu'établissement permanent de la phase du Chalcolithique supérieur, et Namazga IV (vers 2800-2400 av. J.-C.) en tant que site proto-urbain, appartiennent tous deux à la fin de l'Ère de la régionalisation (Périodisation de la vallée de l'Indus).
Namazga V (vers 2400-2000 av. J.-C.)*, se situe à l'ère de l'intégration ou de la période de « révolution urbaine » suivant le modèle anatolien avec peu ou pas d'irrigation. Le site archéologique de Namazga-depe apparaît comme le centre de production et probable gouvernemental, couvrant quelque 60 hectares, avec Altyn-depe probablement une capitale secondaire. Vers 1600 av. J.-C., Altyn-depe est abandonnée et Namazga-Tepe rétrécit à une fraction de sa taille antérieure.
Namazga VI au cours de l'Âge du Bronze tardif (vers 1800-1500 av. J.-C.), dans le cadre de l'Ère de localisation, est caractérisé par l'incursion de pasteurs nomades de la Culture d'Andronovo et/ou  Culture Sroubna.
Des poteriespeintes détaillées ont également été trouvées sur ce site.